# 월간 소년

가톨릭출판사에서 간행하는 월간 소년 2012년 12월호와 2013년 1월호

월간 소년은 한국 천주교 서울대교구 재단 산하 가톨릭출판사에서 간행하는 월간 아동잡지이다. 1960년 1월 창간호를 시작하여 지금까지 발행되는 잡지로, 한국에서 발행되는 아동잡지 중 가장 오래되었다는 기록을 가지고 있다. 아동을 대상으로 한 소설, 회화, 동시, 성경 복음, 만화 등으로 내용이 이루어지는데 2019년부터 계간으로 변경됐다.

## 월간 '가톨릭 소년' 창간
6.25 한국 전쟁이 휴전된지 6년이 지난 1959년, 가톨릭 성직자 내부에서 어린이를 위한 교양 잡지가 한국에 필요하다고 생각했다. 노기남 대주교를 비롯한 당시 가톨릭출판사 사장으로 임명되어 있던 김옥균 신부를 필두로 아동 잡지의 필요성을 내세워 1960년 1월 가톨릭 소년(현 '월간 소년'의 옛 제호)을 창간한다. 천주교 서울대교구 산하에 있는 가톨릭출판사가 간행을 맡았다. 창간 당시 '가톨릭 소년' 한 권 가격은 100환이었다.

## 역사
대한민국에서 가장 오래된 아동잡지 월간 소년의 역사는 이러하다.

### 창간 당시 대한민국 상황
창간 당시 대한민국은 매우 빈곤한 나라였다. 학교와 병원 같은 공공시설은 물론 기본적인 음식물조차 미국으로부터 원조받던 상황이었다. 그런 상황에 사람들은 어린이에게 교양 잡지를 사주는 것은 매우 어려운 일이었다. 이러한 상황에서도 명동성당 옆 교구청 건물 한켠에서 잡지를 편집·제작하였다. 당시 가톨릭출판사 사장이었던 김옥균 바오로 주교는 당시를 이렇게 회상하였다.
"아무래도 '판매 부수' 때문에 걱정하던 것이 가장 기억에 납니다. 한국 전쟁을 겪은 후고, 군사 쿠데타도 일어났죠. 부모님들은 자식들에게 책 한 권 사줄 여유가 없었답니다. 교회 사정도 무척 힘든 시기였기 때문에 명동 교구청 작은 방에 책상 하나 놓고선 <소년>을 만들기 시작했습니다. 그리고 그 당시에는 '가톨릭'이란 종교에 대해서 사람들이 많이 모를 때라 '가톨릭 소년'하니까 사람들이 어려워할지도 모른다는 의견이 많았죠. 그래서 많이 읽히지 않을지도 모른다는 것이었습니다. 그래도 '가톨릭'이라는 말을 뺄 수가 없어서 결국은 <가톨릭 소년>으로 결정을 했습니다. 하지만 결국에는 내 후임 사장 신부가 '가톨릭'이라는 말을 빼고, <소년>으로 제목을 고쳤죠."

### 제호 바뀜
1972년 4월호부터 '가톨릭 소년'에서 '소년'으로 제호가 바뀌었으며 앞서 언급한 것처럼 2019년부터 계간으로 발행 형식이 변경됐다.

### 수상 내역
- 제2회 색동회상, 1977년 6월.
- 공보처 선정 '우수 잡지', 1994년 11월.
- 한국 가톨릭 매스컴 출판 부문상, 2003년 12월.
- 한국잡지협회 선정 '우수 전문 잡지', 2005년
- 한국잡지협회 선정 '우수 전문 잡지', 2008년(재선정)
- 문화체육관광부 선정 '우수 콘텐츠 잡지'(교육·학습지 부문), 2011년

## 발행 정보
2011년 5월에 간행된 소년(통권 617호)의 발행 정보는 다음과 같다.
1964년 1월 1일 등록(라-14호) 1960년 1월 1일 창간
- 발행인: 정진석 니콜라오 추기경(가톨릭출판사 대표)
- 편집 및 인쇄인: 홍성학 아우구스티노 신부(가톨릭출판사 사장)
- 편집장: 송향숙
- 발행소: 100-858 서울특별시 중구 중림동 149-2 가톨릭출판사

## 소년 편집
1959년 한국 천주교 서울대교구의 본부인 명동 교구청 건물 한켠에서 책상 하나를 두고 시작하였다. 1979년 8월 서울특별시 중림동(현 소재지)으로 이사한다. 2009년 2월 회사 방침으로 파주시 조리읍 오산리에 있는 인쇄단지로 자리를 옮긴다. 그러나 잡지 간행을 비롯한 취재 및 원고 청탁에 어려움을 느껴 이듬해 2010년 12월 다시 중림동으로 복귀한다.

## 영속적 발행 추구
21세기에 접어들어 어린이 문화는 컴퓨터 게임, TV 등이 주도하게 되어 아동 문학이 쇠퇴한다. IT기술의 발달로 책의 입지조차 줄면서 전체적인 출판시장도 작아지는 상황이다. 월간 소년 역시 판매가 부진하게 되면서 현실적인 어려움이 발생하고 있다. 그러나 한국 천주교에서는 폐간을 고려하지 않는다.

## 기타
- 1970년 창간 10주년을 기념하여 회사 측에서는 잡지에 참여하는 모든 작가, 삽화가, 만화가들에게 유리 재떨이를 선물하였다고 한다. 당시 대다수의 예술인이 끽연을 즐기는 모습에 착안한 선물이었다.
- 1988년 4월호부터는 당시로써 최신 기술인 '사진 식자'를 택하면서 컴퓨터 편집환경을 갖추었다.
- 2010년 기준으로는 CTP(Computer to Plate) 출판 방식이 채택되어 출판 중이다. 간행 과정은 '기획→편집→CTP 출력→인쇄→제본→입고→판매' 순으로 이루어진다. 가톨릭출판사 인쇄국은 제본시설이 없기에 외부 제본소에 제본을 맡긴다.